# Marcha cicloturista Quebrantahuesos

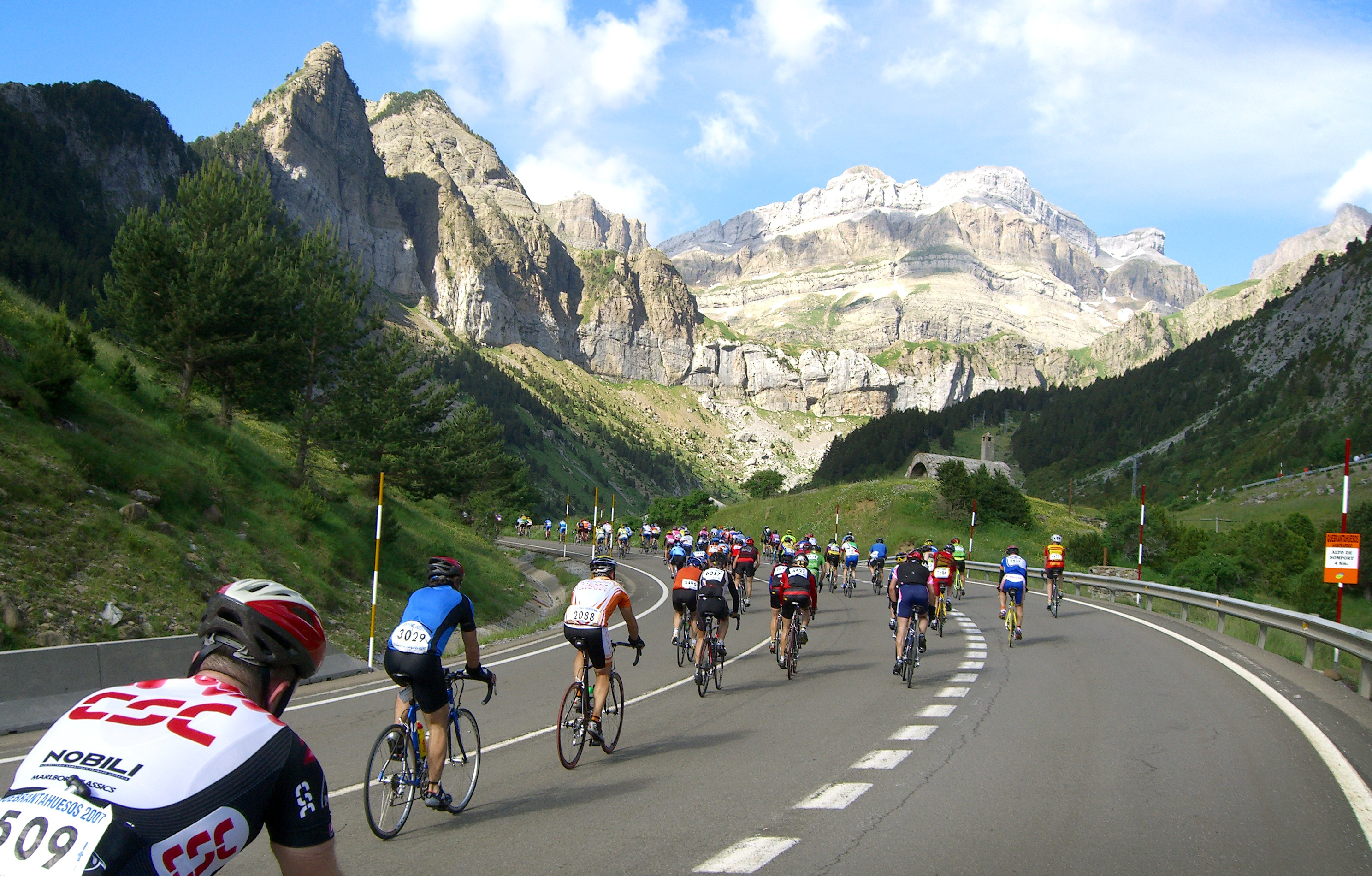
Subida a Somport en 2007.

La Marcha Cicloturista Internacional Quebrantahuesos (QH) es una prueba cicloturista para aficionados con salida y meta en Sabiñánigo (Huesca, España).
La Quebrantahuesos, con 9.000 participantes y 2.500 en su hermana pequeña, la Treparriscos, es un referente en Europa y la marcha cicloturista más importante de España.

## Organización

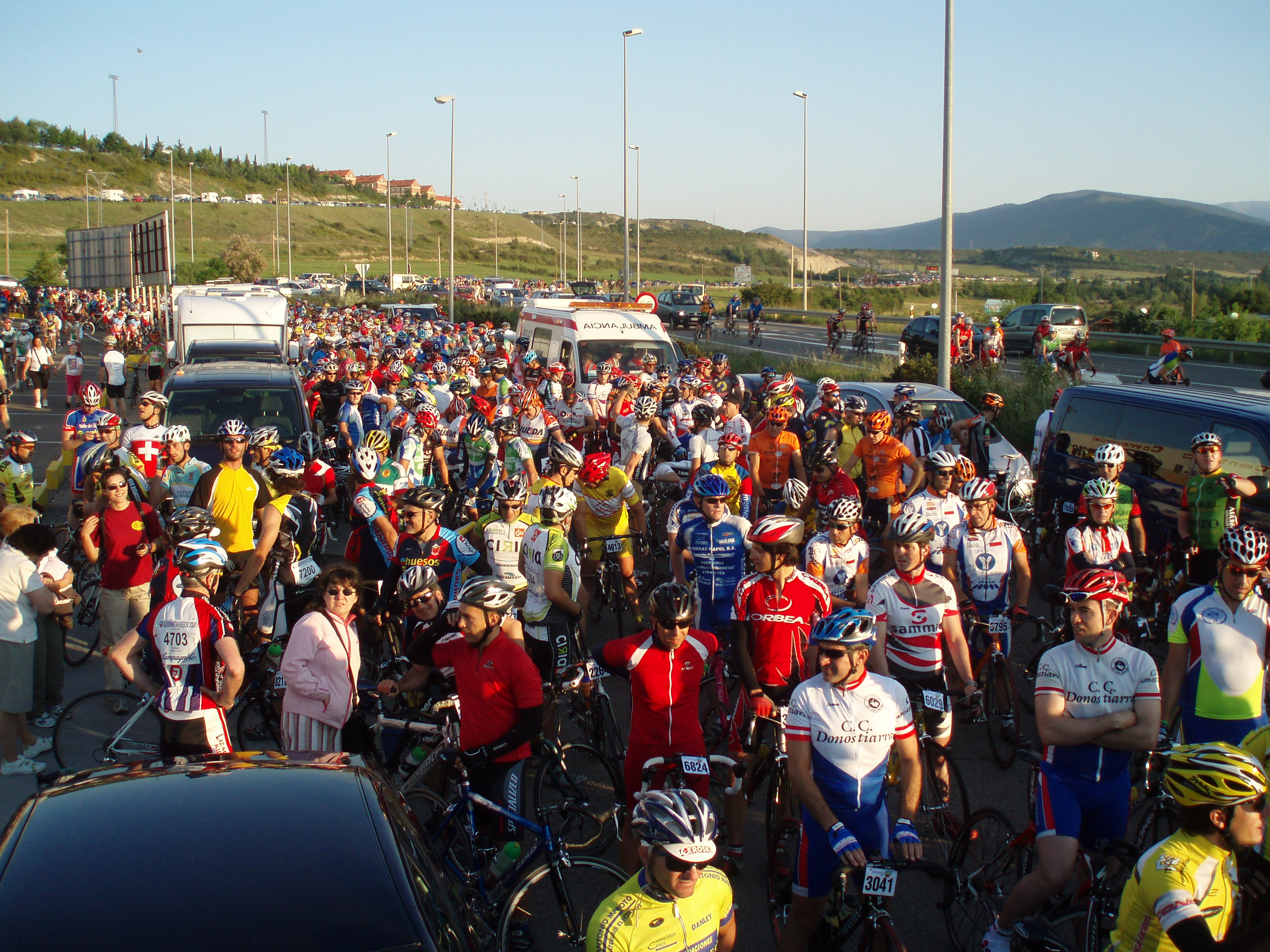
Esperando la salida de la Quebrantahuesos.

La Quebrantahuesos es una marcha cicloturista organizada por el Club Ciclista Edelweiss de Sabiñánigo con salida y llegada en la misma localidad. Viene celebrándose cada año desde la primera edición en 1991. La idea surgió después de que varios integrantes de dicha peña ciclista participaran en los años 1988 y 1989 en La Marmotte, una marcha cicloturista celebrada en los Alpes franceses. Lo que se pretendía era hacer algo similar en España para que a lo largo de futuras ediciones fuera una referencia del cicloturismo nacional.  
El recorrido transcurre por varias zonas del Pirineo aragonés y francés, en concreto por el Valle del Aragón, Valle de Aspe, Valle de Ossau y Valle de Tena. Se ascienden los puertos de Somport, Marie Blanche, Portalet y Hoz de Jaca. Su longitud es de 198 kilómetros y el desnivel acumulado es de 3500 metros con lo que podría asemejarse a una etapa de alta montaña del Tour de Francia o de la Vuelta a España.
En 2010 cumplió su XX edición. En 2011 participaron 8500 ciclistas de 24 países distintos, y destaca la presencia de 2200 vascos [cita requerida]. Las masivas peticiones de participación han motivado que gran parte de los dorsales se adjudiquen por sorteo. Colaboran en la organización más de 1000 voluntarios para labores de avituallamiento y emergencias.
La XXX edición que debía disputarse en 2020 no llegó a realizarse debido a la pandemia mundial originada por el COVID-19 teniendo que ser suspendida unos meses antes. Sin embargo, un año más tarde y tras ser aplazada al mes de septiembre, si llegó a realizarse adoptando diversas medidas de seguridad tanto para los participantes como para los organizadores de la prueba.

### Polémicas
Debido a su popularidad, muchos exciclistas profesionales participan en ella copando los primeros puestos. El hecho de que muchos de ellos hayan sido sancionados por dopaje, incluso participando con su licencia retirada por sanción -pueden participar debido a que no es una carrera oficial-, ha provocado en los últimos años cierta polémica. Para acallar estas críticas la organización solicita a estos corredores que no disputen la marcha llegando a momentos de tensión en plena celebración del evento hasta con intervención de la Guardia Civil.
A menos de 48 horas de la celebración de la edición 2022, la Organización comunicó la cancelación de la prueba por las altas temperaturas previstas para esas fechas. Las quejas de los participantes fueron masivas porque la previsión estaba anunciada desde hacía días y ya se habían celebrado otras ediciones con altas temperaturas, nieve o lluvia extrema 

## Actividades relacionadas

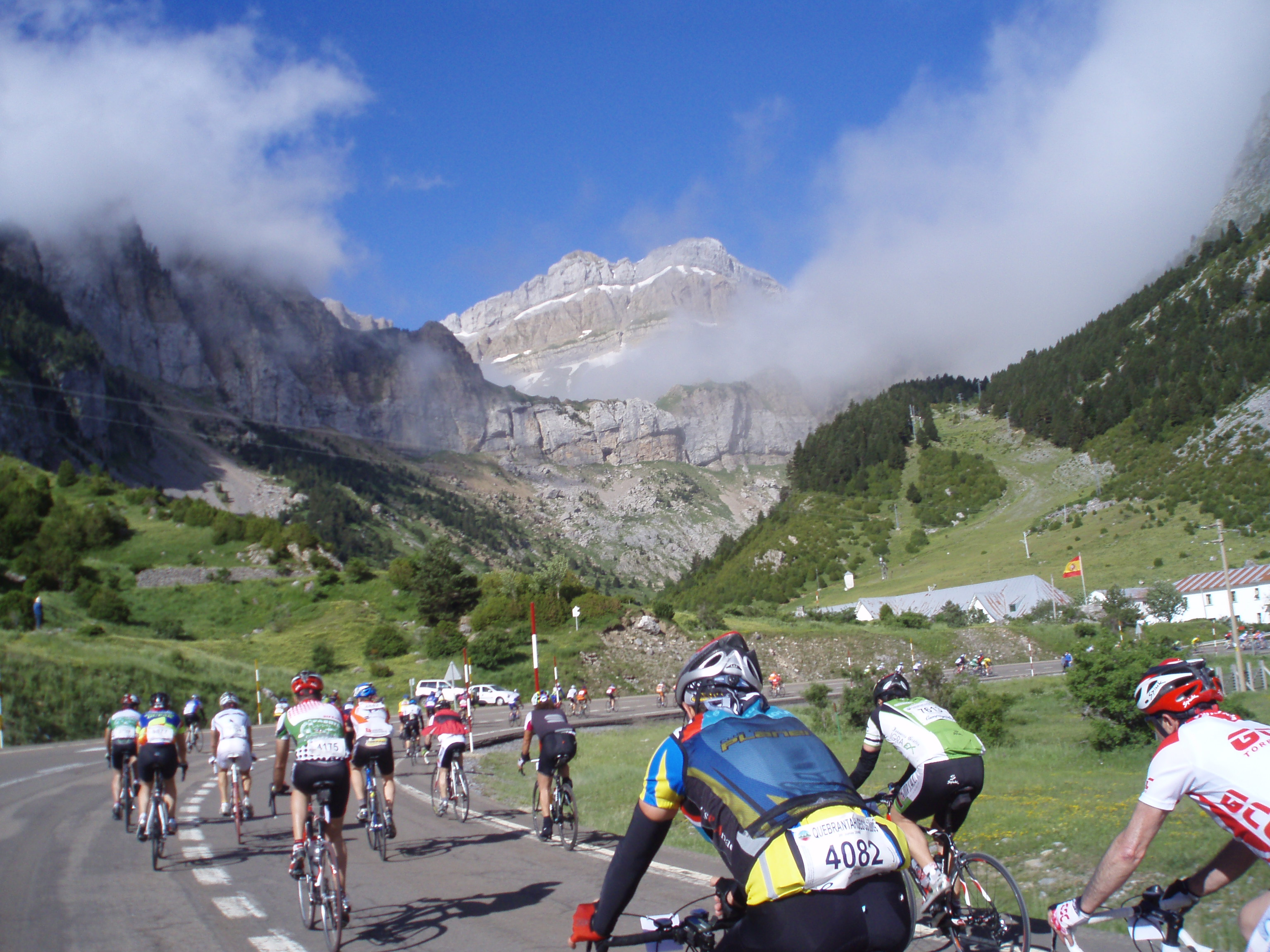
Inicio de la Quebrantahuesos.

La Marcha Cicloturista Treparriscos (TR), con 2500 participantes, se considera la hermana pequeña de la Quebrantahuesos. Ambas se celebran en paralelo. Su trayecto es de 90 kilómetros, con un desnivel de 1500 metros y ascenso al Cotefablo. La salida de la TR (07:45) es 30 minutos después de la QH (07:15).
Ambas marchas se celebran el penúltimo sábado de junio.
En esas fechas se organiza en la comarca la Feria de Ciclismo Quebrantahuesos. Hay un homenaje anual a ciclistas de renombre. En 2010 también se organizó una exposición retrospectiva del vigésimo aniversario.
El domingo 31 de marzo de 2019 se celebró la I XCO Quebrantahuesos, prueba del Open de Aragón con casi 200 participantes en un circuito espectacular en el entorno de la ermita de Santa Lucía en Sabiñánigo, en cuyo diseño colaboró el medallista olímpico en Atenas y 4 veces campeón mundial de la especialidad José Antonio Hermida.
Además, todos los años se celebra en Sabiñánigo en fechas cercanas a la festividad de San Jorge la Miniquebrantahuesos, que con unos 150 niños y niñas participando busca el fomento de la práctica de este deporte entre los más pequeños.